# Carlotta Corpron
Carlotta Corpron (Blue Earth, 9 dicembre 1901 – Zurigo, 17 aprile 1988) è stata una fotografa statunitense, nota per le sue composizioni astratte caratterizzate da luce e riflessi, realizzate principalmente negli anni quaranta e cinquanta del Novecento.
È considerata una pioniera della fotografia astratta americana e una figura chiave nella fotografia influenzata dal Bauhaus in Texas.

## Biografia
Carlotta Corpron dall'età di cinque anni crebbe in India, dove il padre si trasferì con la famiglia per prestare servizio come chirurgo missionario. La formazione della giovane avvenne in un "rigoroso collegio inglese" situato nelle montagne himalayane.
Dopo aver trascorso la maggior parte della sua giovinezza in India, nel 1920, all'età di diciannove anni, Carlotta Corpron fece ritorno negli Stati Uniti per studiare arte al Michigan State Normal College, dove nel 1925 conseguì la laurea. Proseguì studiando design del tessuto ed educazione artistica presso il Teachers College della Columbia University, conseguendo il master l'anno successivo.
Si mantenne economicamente insegnando arte, prima al Women's College of Alabama (1926–28; ora Huntington College) e poi alla School of Applied Art dell'Università di Cincinnati (1928–1935).
Nel 1935 si trasferì a Denton, in Texas, per insegnare design pubblicitario e storia dell'arte al Texas State College for Women a Denton (poi Texas Woman's University), incarico che mantenne fino al 1968. Solo durante le sue prime lezioni a Denton utilizzò per la prima volta una fotocamera, acquistata poco tempo prima, per documentare le opere d'arte degli studenti.

### Attività fotografica
Nell'estate del 1936, Corpron decise di affinare le sue tecniche fotografiche frequentando un corso estivo presso l'Art Center di Los Angeles, ma restò piuttosto delusa di quanto appreso, essendo interessata a trovare una sua via personale alla fotografia. La sua prima serie di fotografie, Nature Studies, iniziata con i suoi studenti e proseguita fino al 1945, si concentrò sullo studio delle trasformazioni apportate dalla luce sugli oggetti naturali.
La sua estetica altamente astratta venne influenzata dal lavoro di László Moholy-Nagy che insegnò per sei mesi a Denton nel 1942; lavorò con lui come assistente di laboratorio, insegnando agli studenti come realizzare fotogrammi. Nel 1942 Corpron realizzò Design with Oil Tank (1942), sperimentando la manipolazione delle immagini per accentuare le forme geometriche attraverso la sovrapposizione di due negativi e tra il 1940 e 1943 produsse la serie Light Drawings.
Nel 1944 conobbe György Kepes, giunto a Denton per completare il suo libro. L'artista e fotografo ungherese, che insegnava design alla New Bauhaus fondata a Chicago nel 1937 da László Moholy-Nagy, la introdusse a una gamma di tecniche moderniste tra cui le doppie esposizioni e la solarizzazione, e le fece conoscere un dispositivo, il "light box", per realizzare studi fotografici controllati sulla luce.
György Kepes divenne un grande ammiratore delle sue opere, da lui chiamate "poesia di luce", e incluse alcune delle sue fotografie nel suo influente libro del 1944 The Language of Vision. Un altro ammiratore del suo lavoro in questo periodo fu Alfred Stieglitz, che progettò di esporre il suo lavoro, ma morì prima di poterlo fare.
Frutto della vicinanza di Corpron alle sperimentazioni di Moholy-Nagy e Kepes fu la nuova serie Light Patterns, realizzata intorno il 1944 e 1945 fotografando i giochi di luce su fogli di carta sospesi all'interno della scatola, disegnata su misura, suggerita da Kepes.
Nella serie successiva, Space Compositions (circa 1945-1950), concentrò la sua attenzione sui riflessi distorti di oggetti come uova, conchiglie e pezzi di vetro. Sperimentò la solarizzazione, in opere come Solarized Calla Lilies (1948), e le lastre di ferrotipo.
Durante gli anni '40 e l'inizio degli anni '50, la fotografa tenne numerose mostre personali in prestigiosi musei e gallerie e venne inclusa nella mostra "Abstraction in Photography" del Museum of Modern Art (New York, 1952).
Le sue indagini fantasiose e "ultramoderne" sulla luci aprirono nuovi orizzonti nella tecnica fotografica e la resero una pioniera della fotografia astratta americana e leader di quello che uno studioso ha definito il "Texas Bauhaus".
Negli anni '50 la sua produzione diminuì a causa di problemi di salute. Nel 1968 si ritirò dall'insegnamento.
Nel 1975 le sue opere vennero incluse nella storica mostra del San Francisco Museum of Art "Women of Photography: An Historical Survey", che portò a una rinascita di interesse per il suo lavoro. Durante gli anni '70 e '80 partecipò a mostre in numerosi musei e gallerie.
Morì a Denton nel 1988, lasciando in eredità il suo archivio personale all'Amon Carter Museum of American Art in Texas.
Le sue opere fanno parte delle collezioni del Museum of Modern Art (New York), dell'Art Institute of Chicago, del Dallas (Texas) Museum of Art, il Museum of Contemporary Photography (Chicago) e di altre istituzioni artistiche.

## Opere
Nel corso dei suoi circa vent'anni di attività fotografica, Corpron ha realizzato sei serie, tutte incentrate su tema della luce e dei suoi effetti sulle forme naturali.
- Nature Studies (anni trenta-1945)
- Light Drawings (1940-1943)
- Light Patterns (circa 1944-45)
- Space Compositions (circa 1945-1950)
- Light Follows Form (circa 1946)
- Fluid Light Designs (circa 1947)

## Mostre selezionate
- Captured Light, Dallas Museum of Fine Arts (1948)[14]
- Abstraction in Photography, Museum of Modern Art (1952)
- Women in Photography: an historical Survey, San Francisco Museum of Modern Art (1975)
- Form and Light: 1942-1949, Galleria Marcuse Pfeifer (1977)
- Works on Paper: Southwest 1978, Dallas Museum of Art (1978)[14]
- Recollection: ten women, International Center of Photography (1979)[15]
- Carlotta Corpron: Designer with Light, Amon Carter Museum of American Art (1980)[2]
- Texas Bauhaus, Museo d'arte di El Paso (2006)